# Moctezuma (Sonora)
Moctezuma è un comune del Messico, situato nello stato di Sonora.